# ROV KIEL 6000
Das ROV KIEL 6000 ist ein elektrischer, unbemannter, wissenschaftlicher Tauchroboter (ROV) der Baureihe QUEST von der Firma Schilling Robotics, Davis, Kalifornien. Er gehört dem Helmholtz-Zentrum für Ozeanforschung Kiel (GEOMAR) und wurde für Einsätze im Tiefwasser konzipiert. Er kann über ein Tiefsee-Glasfaserkabel ferngesteuert werden. Der Name setzt sich aus der Heimatstadt des ROVs und der maximalen Tauchtiefe von 6000 m zusammen. Dies entspricht in etwa einer Erreichbarkeit von 90 % des Meeresbodens. Das System setzt auf eine hohe Mobilität und kann auf sogenannten „Ships of Opportunity“ eingesetzt werden, wenn diese bestimmte Voraussetzungen erfüllen (dynamische Positionierung, Größe und Stabilität des Arbeitsdecks, Hebezeuge, Energieversorgung). Die Beschaffung des ROV-Systems erfolgte aus Mitteln des Schleswig-Holstein-Fonds. 

## Eigenschaften
ROV KIEL 6000 ist als Work Class- und Intervention-ROV konzipiert und zeichnet sich durch folgende Eigenschaften aus:
- Zwei Manipulatoren mit 5 bzw. 7 Freiheitsgraden ermöglichen verschiedene Probenahmeprozeduren.
- Digitale Kameras auf Schwenk-Neigeköpfen dienen der optischen Kartierung.
- Durch Station-Keep- und Autopilot-Modi wird eine Manövrierbarkeit im Dezimeterbereich unter Strömungsbedingungen von bis zu 2 Knoten erreicht.
- Die digitale Telemetrie (DTS) ermöglicht eine Echtzeitdatenübertragung im Gigabitbereich.
- Möglichkeit zur Integration zusätzlicher wissenschaftlicher Sensoren und Geräte über sogenannte „Nodes“ mit je 16 Anschlüssen.
- Ein Modulschlitten (Toolskid) mit bis zu 100 kg Nutzlast ermöglicht den Einsatz verschiedener wissenschaftlicher Geräte.

## Technische Spezifikationen
| Typ:                         | QUEST 7, elektrisches „Workclass“ ROV (Schilling Robotics LLC)                                                                                               |
| Einsatztiefe:                | bis 6000 m |
| Abmessungen:                 | Länge: 3,5 m, Breite: 1,9 m, Höhe: 2,4 m (einschließlich Toolskid)                                                                                           |
| Gewicht in Luft:             | ca. 3500 kg (einschließlich Toolskid) |
| Gewicht in Wasser:           | gewichtsneutral bzw. leicht positiv |
| Geschwindigkeit:             | 3,0 Knoten (vorw./rückw.), 2,0 Knoten (lateral und vertikal)                                                                                                 |
| Zugkraft des ROV:            | 530 kgf (vorw./rückw.), 340 kgf (lateral), 300/380 kgf (vertikal)                                                                                            |
| Antrieb:                     | 7 elektrische Propeller SPE-380 mit je 600 VDC @ 10 kW (sub-Atlantic Inc.)                                                                                   |
| Auto Heading:                | ± 2° |
| Station Keep (dP):           | ± 0,3 m |
| Elektrische Leistung:        | 3800 - 4160 VAC/460 Hz, 60 kW auf ROV |
| Tiefseekabel:                | 6500 m @ 19 mm |
| kürzeres Tiefseekabel:       | 2700 m @ 19 mm |
| Schwimmkabel:                | 500 m @ 23 mm |
| Tiefseewinde:                | 2 Elektromotoren @ 80 kW, Gesamtgewicht 30 t |
| Kleine Winde:                | Gesamtgewicht 10 t |
| Schwimmkabel-Spillkopf:      | ca. 3 t |
| Digitale Telemetrie:         | vier Nodes mit insgesamt 64 Ports (seriell, Video, Ethernet), sowie Multiplexer zur Datenübertragung im Gigabitbereich (inkl. HDTV)                          |
| Wissenschaftliche Nutzlast:  | bis ca. 100 kg auf Nutzlastschlitten mit zwei hydraulischen Verfahrtischen (Schubladen)                                                                      |
| Hydraulik:                   | Pumpe 15 kW mit 39 lpm @ 207 bar zum Antrieb von zwei Manipulatoren, Schubladen und Slurpgun. Über Ventilarmaturen können weitere Tools angeschlossen werden |
| Transport des Gesamtsystems: | in fünf 20' ISO Containern (davon zwei High Cubes). Das Gesamtgewicht beträgt ca. 65 t                                                                       |
| Zertifizierung:              | Germanischer Lloyd, Hamburg |

## Einsatz
ROV KIEL 6000 wird im Rahmen multidisziplinärer wissenschaftlicher Projekte (z. B. im „Ozean der Zukunft“) sowie zum Aufbau integrativer Langzeit-Ozeanbeobachtungssysteme (Ocean Observatories) eingesetzt.